# Cerithidea quadrata
Cerithidea quadrata là một loài ốc biển, là động vật thân mềm chân bụng sống ở biển thuộc họ Potamididae.